# Antonio Banderas
José Antonio Domínguez Bandera, ismertebb nevén Antonio Banderas (Málaga, 1960. augusztus 10. –) Goya-díjas spanyol színész, filmrendező, producer, akit jelöltek már Oscar-, Golden Globe-, Primetime Emmy- és Tony-díjra is.
Pedro Almodóvar A szenvedélyek labirintusa (1982) című filmvígjátékában tűnt fel először a mozivásznon. Több alkalommal dolgozott együtt a spanyol rendezővel: Matador (1996), A vágy törvénye (1987), Asszonyok a teljes idegösszeomlás szélén (1988), Kötözz meg és ölelj! (1989) és A bőr, amelyben élek (2011). 2019-ben bemutatott Fájdalom és dicsőség című közös filmjükkel Banderas elnyerte a Cannes-i fesztivál legjobb férfi alakításért járó díját, valamint a Goya-díjat. Emellett Oscar- és Golden Globe-díjakra is jelölték.
Hollywoodi filmjei közé tartozik a Philadelphia – Az érinthetetlen (1993), az Interjú a vámpírral (1994), a Bérgyilkosok (1995) és az Evita (1996). A címszereplő megformálásáról is ismert a Zorro álarca (1998) és a Zorro legendája (2005) című kalandfilmekből.
Robert Rodríguezzel több közös filmet készítettek: szerepelt a Mariachi-trilógia Desperado (1995) és Volt egyszer egy Mexikó (2003) című részeiben, továbbá a Kémkölykök-filmsorozatban (2001–2003). A Shrek-filmekben 2004 óta Csizmás Kandúr eredeti hangját kölcsönzi. Ugyanebben a szerepben feltűnt a Csizmás, a kandúr (2011) és a Csizmás, a kandúr: Az utolsó kívánság (2022) spin-off filmekben is.
2003-ban szerepelt a Nine című színdarabban, mellyel Tony-díjra jelölték. Az És a főszerepben Pancho Villa, mint maga (2003) című tévéfilmmel, illetve a Géniusz című életrajzi sorozat 2018-as második évadjával Primetime Emmy-jelöléseket szerzett. Utóbbiban Pablo Picassót formálta meg, kivívva a kritikusok elismerését.

## Élete és pályafutása
Szülővárosa, a Földközi-tenger partján fekvő andalúziai kikötőváros arról is nevezetes, hogy a világhírű festőművész, Pablo Picasso is itt született. Antoniónak egyetlen testvére van, a két évvel fiatalabb öccse, Francisco Javier. Édesanyja, Ana Bandera tanárnő; apja, José Domínguez titkosrendőrként dolgozott a Franco-diktatúra ideje alatt. Antonio profi labdarúgó akart lenni, tehetsége is volt hozzá, de 14 éves korában eltörte a lábát, és ez véget vetett álmainak. 15 évesen látta a Hair-musicalt színházban, ami olyan nagy hatással volt rá, hogy a színjátszás iránt kezdett érdeklődni. Ugyanebben az évben, 1975-ben, meghalt a spanyol diktátor, ami többek között a spanyol film szabadságát is magával hozta.
Banderas beiratkozott a főiskola drámatagozatára, és egy vándortársulattal utazgatott az országban. 1981-ben Madridban elment a Spanyol Nemzeti Színház meghallgatására, ahová fel is vették. Mivel a kezdő fizetése elég alacsony volt, többek között pincérként és fotómodellként dolgozott. 1987-ben feleségül vette a színésznő Ana Lezát.
A fiatal Pedro Almodóvar megnézte az egyik színpadi alakítását, és megkérdezte, hogy lenne-e kedve filmezni… Hamar megtalálták a közös hangot, együttműködésükből számos sikerfilm született, bár némelyik nagy vitákat váltott ki, például A vágy törvénye, amelyben Banderas egy meleg férfit alakított. Az Asszonyok a teljes idegösszeomlás szélén és az Átame! (Kötözz meg és ölelj!) világsikere után a legnagyobb spanyol sztárok közé emelkedett. Más rendezők is felfigyeltek rá, így José Luis García Sánchezzel és Lluís Josep Comeronnal is forgatott. Az 1980-as évek végére ő lett Európa egyik legünnepeltebb férfisztárja.
Akkor járt a Tengerentúlon először, amikor a Spanyol Filmintézet spanyol filmhetet rendezett New Yorkban. Az amerikai közönség számára is egyre ismertebb lett a neve, és Madonna is a rajongója lett; bekerült az 1991-es Madonnával az ágyban (Truth or Dare) című turnéfilmjébe. Ekkor még egy mukkot sem beszélt angolul, ennek ellenére szerepet kapott az 1992-es A mambó királyai című filmben, amely az első amerikai munkája volt. Hallás után tanulta meg az egész szövegét, és trombitaleckéket vett.
1993-ban tett szert még nagyobb népszerűségre, amikor a Philadelphiában Tom Hanks szerelmét alakította. A Neil Jordan rendezte Interjú a vámpírral című filmben Tom Cruise és Brad Pitt voltak a partnerei.
Első igazi amerikai főszerepe a Desperado volt. A Robert Rodríguez rendezte film a kis költségvetésű sikerfilm, az El Mariachi (A Zenész) folytatása volt, és hasonló sikert aratott. Sylvester Stallonéval játszott a Bérgyilkosokban, amelyben ismét egy újabb arcát mutatta meg. Ekkorra már az USA-ban forgatott filmjeivel is bebizonyította, hogy bármilyen karaktert képes eljátszani.
1995-ben, a Hárman párban című vígjáték forgatása során ismerkedett meg Melanie Griffith-szel, és miután elvált Anától, 1996-ban feleségül vette. Nem sokkal később megszületett a lányuk, Stella del Carmen.
Előtte még leforgatta Madonna oldalán az Evitát, amelyben olyan kiválóan énekelt, hogy Golden Globe-ra jelölték érte. Stella születése után egy kicsit lassított a tempón, majd 1998-ban az általa régóta tisztelt Anthony Hopkins oldalán játszott a hatalmas sikerű Zorro álarcában. A film meghozta neki a második Golden Globe-jelölést. A Michael Crichton természetfölötti thrilleréből készült A 13. harcosban ismét egy nagy színésszel, Omar Shariffal játszott együtt.
1999-ben rendezte első filmjét Tűzforró Alabama címmel, amely a rasszizmusról és az amerikai álom hajszolásáról szól. A film komoly elismerésekben részesült, a főszerepet Melanie játszotta. Antonio ezután keményen edzett, hogy játszhasson Woody Harrelsonnal az Ilyen a bokszban.
2001-ben ismét együtt dolgozott Robert Rodríguez-zel a Kémkölykök című, nagy sikerű családi vígjátékban, majd az Eredendő bűnben Angelina Jolie hálójába keveredett bele. A test című filmben, amelynek az operatőre Zsigmond Vilmos volt, egy hitében megingott papot alakított.
2002 áprilisában a latin-amerikaifilmfesztiválon nagy elismerésben részesült, ugyanis megkapta az Anthony Quinn-díjat, amelyet ő vehetett át elsőként a filmművészetben nyújtott teljesítményéért. A következő filmje a Kémkölykök 2 volt, majd jött a Ballistic Lucy Liuval, és a Femme Fatale Brian De Palma rendezésében. A Fridában a Desperado után újra együtt játszott Salma Hayekkel.
2003-ban ismét két Rodríguez-film következett, a Kémkölykök 3, és a Volt egyszer egy Mexikó, majd utána az HBO saját gyártású tévéfilmje, az És a főszerepben Pancho Villa, mint maga. Ez utóbbiért harmadszorra is Golden Globe-díjra jelölték.
Ugyanebben az évben teljesült egy régi nagy álma: fellépni a Broadway-n. 228 estén keresztül énekelt és táncolt a Nine című musicalben, és nagyszerű alakításáért Tony-díjra jelölték.
A nagy port kavart Álmaimban Argentína után 2004-ben elkészült a Shrek 2., amelyben Csizmás Kandúrnak kölcsönözte a hangját, és a kis rajzfilmhős lett a film kedvence. 2005-ben a Zorro legendájában ismét magára öltötte a maszkos hős szerepét, majd elkezdte rendezni második filmjét, a spanyol nyelvű El Camino de los Ingleses-t.

## Érdekességek
- Eredeti neve végén nincs s betű; Pedro Almodóvar javasolta, hogy Bandera helyett Banderas legyen, mert így jobban hangzik.
- Saját parfümmárkája van, mely már több illattal is megjelent: Antonio, Diavolo, Mediterráneo, Spirit[18]

## Filmográfia

### Film

#### Rendező és producer
| Év   | Magyar cím          | Eredeti cím                         | Feladatkör | Feladatkör |
| Év   | Magyar cím          | Eredeti cím                         | Rendező    | Producer   |
| ---- | ------------------- | ----------------------------------- | ---------- | ---------- |
| 1999 | Tűzforró Alabama    | Crazy in Alabama                    | Igen       | Nem        |
| 1999 | Felcserélt szerepek | The White River Kid                 | Nem        | Igen       |
| 2006 | Forró zápor         | El camino de los ingleses           | Igen       | Igen       |
| 2008 |                     | Tres días                           | Nem        | Igen       |
| 2008 |                     | El lince perdido                    | Nem        | Igen       |
| 2009 |                     | The Lady and the Reaper (rövidfilm) | Nem        | Igen       |
| 2013 | Justin, a hős lovag | Justin y la espada del valor        | Nem        | Igen       |
| 2014 | Automata            | Autómata                            | Nem        | Igen       |
| 2021 | Út a díjesőig       | Competencia oficial                 | Nem        | Vezető     |

#### Színész
| Év   | Magyar cím                                 | Eredeti cím                              | Szerep                            | Magyar hang         | Rendező                  |
| ---- | ------------------------------------------ | ---------------------------------------- | --------------------------------- | ------------------- | ------------------------ |
| 1982 |                                            | Pestañas postizas                        | Antonio Juan                      |                     | Enrique Belloch          |
| 1982 | A szenvedélyek labirintusa                 | Laberinto de pasiones                    | Sadec                             |                     | Pedro Almodóvar (1.)     |
| 1983 |                                            | Y del seguro... líbranos Señor!          | Pipi                              |                     | Antonio del Real         |
| 1984 |                                            | El caso Almería                          | Juan Luque                        |                     | Pedro Costa Musté        |
| 1984 |                                            | El señor Galíndez                        | Eduardo                           |                     | Rodolfo Kuhn             |
| 1984 |                                            | Los zancos                               | Albert                            |                     | Carlos Saura (1.)        |
| 1985 | Rekviem egy spanyol földművesért           | Réquiem por un campesino español         | Paco                              |                     | Francesc Betriu          |
| 1985 |                                            | La corte de Faraón                       | Fray José                         |                     | José Luis García Sánchez |
| 1985 |                                            | Caso cerrado                             | Preso                             |                     | Juan Caño Arecha         |
| 1986 | Kirakós játék                              | Puzzle                                   | Andrés                            | Rátóti Zoltán       | Lluís Josep Comerón      |
| 1986 | A Matador                                  | Matador                                  | Ángel                             | Stohl András        | Pedro Almodóvar (2.)     |
| 1986 |                                            | 27 horas                                 | Rafa                              |                     | Montxo Armendáriz        |
| 1986 |                                            | Delirios de amor                         | Amante de Jaime                   |                     | Cristina Andreu Cuevas   |
| 1987 | A vágy törvénye                            | La ley del deseo                         | Antonio Benítez                   |                     | Pedro Almodóvar (3.)     |
| 1987 |                                            | Así como habían sido                     | Damián                            |                     | Andrés Linares           |
| 1988 | Asszonyok a teljes idegösszeomlás szélén   | Mujeres al borde de un ataque de nervios | Carlos                            | Pusztaszeri Kornél  | Pedro Almodóvar (4.)     |
| 1988 | A gyilkolás öröme                          | El placer de matar                       | Luis                              |                     | Félix Rotaeta            |
| 1988 |                                            | Baton Rouge                              | Antonio                           |                     | Rafael Moleon            |
| 1989 | Csokiért a mórhoz                          | Bajarse al moro                          | Alberto                           |                     | Fernando Colomo          |
| 1989 |                                            | If They Tell You I Fell                  | Marcos                            |                     | Vicente Aranda           |
| 1989 | Fehér galamb                               | La Blanca Paloma                         | Mario                             |                     | Juan Miñón               |
| 1989 | Kötözz meg és ölelj!                       | ¡Átame!                                  | Ricky                             |                     | Pedro Almodóvar (5.)     |
| 1989 |                                            | El Acto                                  | Carlos                            |                     | Héctor Fáver             |
| 1990 |                                            | Contra el viento                         | Juan                              |                     | Paco Periñán             |
| 1991 | Terra Nova                                 | Terra Nova                               | Antonio                           |                     | Calogero Salvo           |
| 1992 | A mambó királyai                           | The Mambo Kings                          | Nestor Castillo                   | Laklóth Aladár      | Arne Glimcher (1.)       |
| 1992 | Nő az esőben                               | Una mujer bajo la lluvia                 | Miguel                            |                     | Gerardo Vera             |
| 1993 | A kísértetház                              | The House of the Spirits                 | Pedro Tercero García              | Gesztesi Károly     | Bille August             |
| 1993 | A kísértetház                              | The House of the Spirits                 | Pedro Tercero García              | Varga Gábor         | Bille August             |
| 1993 | Philadelphia – Az érinthetetlen            | Philadelphia                             | Miguel Álvarez                    | Kassai Károly       | Jonathan Demme           |
| 1993 | Lőj!                                       | Disapra                                  | Marcos                            | Széles László       | Carlos Saura (2.)        |
| 1994 | Interjú a vámpírral                        | Interview with the Vampire               | Armand                            | Galambos Péter      | Neil Jordan              |
| 1994 | Szerelem és árnyak                         | Of Love and Shadows                      | Francisco                         | Zámbori Soma        | Betty Kaplan             |
| 1995 | Hárman párban                              | Two Much                                 | Art Dodge                         | Széles László       | Fernando Trueba          |
| 1995 | Bérgyilkosok                               | Assassins                                | Miguel Bain                       | Selmeczi Roland     | Richard Donner           |
| 1995 | Desperado                                  | Desperado                                | El Mariachi                       | Selmeczi Roland     | Robert Rodríguez (1.)    |
| 1995 | Négy szoba                                 | Four Rooms                               | A férj (A kis csibészek szegmens) | Dörner György       | Allison Anders           |
| 1995 | Óvakodj az idegentől!                      | Never Talk to Strangers                  | Tony Ramirez                      | Széles László       | Peter Hall               |
| 1995 | Miami rapszódia                            | Miami Rhapsody                           | Antonio                           | Petridisz Hrisztosz | David Frankel            |
| 1996 | Evita                                      | Evita                                    | Che                               | Selmeczi Roland     | Alan Parker              |
| 1998 | Zorro álarca                               | The Mask of Zorro                        | Alejandro Murrieta / Zorro        | Selmeczi Roland     | Martin Campbell (1.)     |
| 1999 | Álarcos komédia                            | The White River Kid                      | Morales Pittman                   | Selmeczi Roland     | Arne Glimcher (2.)       |
| 1999 | A 13. harcos                               | The 13th Warrior                         | Ahmad ibn Fadlán                  | Selmeczi Roland     | John McTiernan           |
| 1999 | A 13. harcos                               | The 13th Warrior                         | Ahmad ibn Fadlán                  | Varga Gábor         | John McTiernan           |
| 1999 | Ilyen a boksz                              | Play It to the Bone                      | Cesar Dominguez                   | Selmeczi Roland     | Ron Shelton              |
| 2001 | Eredendő bűn                               | Original Sin                             | Luis Antonio Vargas               | Selmeczi Roland     | Michael Cristofer        |
| 2001 | A test                                     | The Body                                 | Matt Gutierrez atya               | Galambos Péter      | Jonas McCord             |
| 2001 | Kémkölykök                                 | Spy Kids                                 | Gregorio Cortez                   | Selmeczi Roland     | Robert Rodríguez (2.)    |
| 2002 | Kémkölykök 2. – Az elveszett álmok szigete | Spy Kids 2: The Island of Lost Dreams    | Gregorio Cortez                   | Selmeczi Roland     | Robert Rodríguez (3.)    |
| 2002 | Femme Fatale                               | Femme Fatale                             | Nicolas Bardo                     | Selmeczi Roland     | Brian De Palma           |
| 2002 | Ballistic – Robbanásig feltöltve           | Ballistic: Ecks vs. Sever                | Jeremiah Ecks                     | Széles László       | Wych Kaosayananda        |
| 2002 | Frida                                      | Frida                                    | David Alfaro Siqueiros            | Széles László       | Julie Taymor             |
| 2003 | Álmaimban Argentína                        | Imagining Argentina                      | Carlos Rueda                      | Selmeczi Roland     | Christopher Hampton      |
| 2003 | Kémkölykök 3-D – Game Over                 | Spy Kids 3-D: Game Over                  | Gregorio Cortez                   | Selmeczi Roland     | Robert Rodríguez (4.)    |
| 2003 | Volt egyszer egy Mexikó                    | Once Upon a Time in Mexico               | El Mariachi                       | Selmeczi Roland     | Robert Rodríguez (5.)    |
| 2004 | Shrek 2.                                   | Shrek 2                                  | Csizmás Kandúr (hangja)           | Selmeczi Roland     | Andrew Adamson           |
| 2005 | Zorro legendája                            | The Legend of Zorro                      | Don Alejandro de la Vega / Zorro  | Selmeczi Roland     | Martin Campbell (2.)     |
| 2006 | Vezet a ritmus                             | Take the Lead                            | Pierre Dulaine                    | Selmeczi Roland     | Liz Friedlander          |
| 2006 | Bordertown – Átkelő a halálba              | Bordertown                               | Alfonso Diaz                      | Selmeczi Roland     | Gregory Nava             |
| 2007 | Harmadik Shrek                             | Shrek the Third                          | Csizmás Kandúr (hangja)           | Selmeczi Roland     | Raman Hui (1.)           |
| 2008 | A másik férfi                              | The Other Man                            | Ralph                             | Varga Gábor         | Richard Eyre             |
| 2008 | Anyám új pasija                            | My Mom's New Boyfriend                   | Tommy                             | Galambos Péter      | George Gallo             |
| 2009 | A kód                                      | Thick as Thieves                         | Gabriel Martin                    | Galambos Péter      | Mimi Leder               |
| 2010 | Férfit látok álmaidban                     | You Will Meet a Tall Dark Stranger       | Greg                              | Varga Gábor         | Woody Allen              |
| 2010 | Shrek a vége, fuss el véle                 | Shrek Forever After                      | Csizmás Kandúr (hangja)           | Crespo Rodrigo      | Mike Mitchell (1.)       |
| 2011 | Fekete arany                               | Black Gold                               | Nesib emír                        | Kőszegi Ákos        | Jean-Jacques Annaud      |
| 2011 | Briliáns meló                              | The Big Bang                             | Ned Cruz                          | Galambos Péter      | Tony Krantz              |
| 2011 | Csizmás, a kandúr                          | Puss in Boots                            | Csizmás Kandúr (hangja)           | Crespo Rodrigo      | Chris Miller             |
| 2011 | A bőr, amelyben élek                       | La piel que habito                       | Robert Ledgard                    | Varga Gábor         | Pedro Almodóvar (6.)     |
| 2012 | Csizmás, a kandúr: A három sátánfajzat     | Puss in Boots: The Three Diablos         | Csizmás, a kandúr (hangja)        | Crespo Rodrigo      | Raman Hui (2.)           |
| 2012 | Fejbenjáró bűn                             | Ruby Sparks                              | Mort                              | Széles László       | Jonathan Dayton          |
| 2012 | A bűn hálójában                            | Haywire                                  | Rodrigo                           | Galambos Péter      | Steven Soderbergh (1.)   |
| 2013 | Machete gyilkol                            | Machete Kills                            | El Camaleón #4                    | Varga Gábor         | Robert Rodríguez (6.)    |
| 2013 | Justin, a hős lovag                        | Justin and the Knights of Valour         | Sir Csilivili                     | Varga Gábor         | Manuel Sicilia           |
| 2013 | Szeretők, utazók                           | Los amantes pasajeros                    | León                              | Széles László       | Pedro Almodóvar (7.)     |
| 2014 | Automata                                   | Autómata                                 | Jacq Vaucan                       | Kőszegi Ákos        | Gabe Ibáñez              |
| 2014 | The Expendables – A feláldozhatók 3.       | The Expendables 3                        | Galgo / Philippe Silva            | Széles László       | Patrick Hughes (1.)      |
| 2015 | Kupák lovagja                              | Knight of Cups                           | Tonio                             | Stohl András        | Terrence Malick          |
| 2015 | Spongyabob – Ki a vízből!                  | The SpongeBob Movie: Sponge Out of Water | Burgerszakáll / Alameda Jack      | Kőszegi Ákos        | Mike Mitchell (2.)       |
| 2015 | Spongyabob – Ki a vízből!                  | The SpongeBob Movie: Sponge Out of Water | Burgerszakáll / Alameda Jack      | Kőszegi Ákos        | Paul Tibbitt             |
| 2015 | A harminchármak                            | The 33                                   | Mario Sepúlveda                   | Kőszegi Ákos        | Patricia Riggen          |
| 2016 | Altamira felfedezése                       | Finding Altamira                         | Marcelino Sanz de Sautuola        | Rátóti Zoltán       | Hugh Hudson              |
| 2017 |                                            | Bullet Head                              | Blue                              |                     | Paul Solet               |
| 2017 | Néma bosszú                                | Acts of Vengeance                        | Frank Valera                      | Kőszegi Ákos        | Isaac Florentine         |
| 2017 | Rocker a pácban                            | Gun Shy                                  | Turk Enry                         | Kőszegi Ákos        | Simon West               |
| 2017 | A biztonsági őr                            | Security                                 | Eduardo "Eddie" Deacon            | Kőszegi Ákos        | Alain Desrochers         |
| 2017 | Fekete pillangó                            | Black Butterfly                          | Paul Lopez                        | Kőszegi Ákos        | Brian Goodman            |
| 2017 | A csend zenéje                             | The Music of Silence                     | A mester                          | Kőszegi Ákos        | Michael Radford          |
| 2018 | A valóság határán                          | Beyond the Edge                          | Gordon                            | Pusztaszeri Kornél  | Aleksandr Boguslavskiy   |
| 2018 | A valóság határán                          | Beyond the Edge                          | Gordon                            | Pusztaszeri Kornél  | Francesco Cinqueman      |
| 2018 | Az élet maga                               | Life Itself                              | Vincent Saccione                  | Stohl András        | Dan Fogelman             |
| 2019 | Pénzmosó                                   | The Laundromat                           | Ramón Fonseca                     | Rátóti Zoltán       | Steven Soderbergh (2.)   |
| 2019 | Fájdalom és dicsőség                       | Dolor y gloria                           | Salvador Mallo                    | Rátóti Zoltán       | Pedro Almodóvar (8.)     |
| 2020 | Dolittle                                   | Dolittle                                 | Rassouli király                   | Gémes Antos         | Stephen Gaghan           |
| 2021 | Sokkal több mint testőr 2.                 | The Hitman's Wife's Bodyguard            | Aristotle Papadopolous            | Rátóti Zoltán       | Patrick Hughes (2.)      |
| 2021 | Út a díjesőig                              | Competencia oficial                      | Félix Rivero                      | Nagypál Gábor       | Gastón Duprat            |
| 2021 | Út a díjesőig                              | Competencia oficial                      | Félix Rivero                      | Nagypál Gábor       | Mariano Cohn             |
| 2022 | Uncharted                                  | Uncharted                                | Santiago Moncada                  | Rátóti Zoltán       | Ruben Fleischer          |
| 2022 | Csizmás, a kandúr: Az utolsó kívánság      | Puss in Boots: The Last Wish             | Csizmás, a kandúr (hangja)        | Crespo Rodrigo      | Joel Crawford            |
| 2022 | Fedőneve: Banshee                          | Code Name Banshee                        | Caleb                             | Király Attila       | Jon Keeyes (1.)          |
| 2022 | A végrehajtó                               | The Enforcer                             | Cuda                              | Kőszegi Ákos        | Richard Hughes           |
| 2023 | Indiana Jones és a sors tárcsája           | Indiana Jones and the Dial of Destiny    | Renaldo                           | Kőszegi Ákos        | James Mangold            |
| 2023 | Betlehemi történet                         | Journey to Bethlehem                     | Heródes                           |                     | Adam Anders              |
| 2024 | Elvetemült gyilkos                         | Cult Killer                              | Mikhail Tellini                   | Kőszegi Ákos        | Jon Keeyes (2.)          |
| 2024 | A feltakarító brigád                       | The Clean Up Crew                        | Gabriel                           | Kőszegi Ákos        | Jon Keeyes (3.)          |
| 2024 | Jókislány                                  | Babygirl                                 | Jacob                             | Kőszegi Ákos        | Halina Reijn             |
| 2024 | Paddington Peruban                         | Paddington in Peru                       | Hunter Cabot                      | Rátóti Zoltán       | Dougal Wilson            |
| 2026 | Shrek 5.                                   | Shrek 5                                  | Csizmás Kandúr (hangja)           |                     | Walt Dohrn               |
| 2026 | Shrek 5.                                   | Shrek 5                                  | Csizmás Kandúr (hangja)           | Conrad Vernon       |                          |

### Televízió
| Év   | Magyar cím                               | Eredeti cím                          | Szerep                     | Megjegyzések                                     |
| ---- | ---------------------------------------- | ------------------------------------ | -------------------------- | ------------------------------------------------ |
| 1984 |                                          | Fragmentos de interior               | Joaquín                    | 4 epizód                                         |
| 1990 |                                          | La Mujer de tu vida                  | Antonio                    | 1 epizód                                         |
| 1990 | Borges történetei                        | La otra historia de Rosendo Juárez   | Rosendo Juárez             | tévéfilm                                         |
| 1993 |                                          | Benito                               | Benito Mussolini           | tévéfilm                                         |
| 2003 | És a főszerepben Pancho Villa, mint maga | And Starring Pancho Villa as Himself | Pancho Villa               | - tévéfilm - magyar hangja: - Selmeczi Roland    |
| 2006 | Saturday Night Live                      | Saturday Night Live                  | önmaga (házigazda)         | 1 epizód                                         |
| 2007 | Shrekből az angyal                       | Shrek the Halls                      | Csizmás, a kandúr (hangja) | - különkiadás - magyar hangja: - Selmeczi Roland |
| 2010 | Félelem és Shrekketés                    | Scared Shrekless                     | Csizmás, a kandúr (hangja) | - különkiadás - magyar hangja: - Crespo Rodrigo  |
| 2018 | Géniusz                                  | Genius                               | Pablo Picasso              | 10 epizód                                        |

## Színház
| Év   | Cím           | Szerep        | Helyszín                                 |
| ---- | ------------- | ------------- | ---------------------------------------- |
| 2003 | Nine          | Guido Contini | Eugene O'Neill Színház                   |
| 2019 | A Chorus Line | Zach          | Teatro del Soho CaixaBank társrendező is |
| 2021 | Company       | Bobby         | Teatro del Soho CaixaBank társrendező is |